# Coniopteryx panamensis
Coniopteryx panamensis är en insektsart som beskrevs av Meinander 1974. Coniopteryx panamensis ingår i släktet Coniopteryx och familjen vaxsländor. Inga underarter finns listade i Catalogue of Life.